# La gateta Arc iris papallona unicorn
La gateta Arc iris papallona unicorn (títol original en anglès, Rainbow Butterfly Unicorn Kitty) és una sèrie de televisió animada creada per Rich Magallanes per a Nickelodeon i Nicktoons. La sèrie està produïda per l'empresa estatunidenca de joguines Funrise i l'estudi canadenc Bardel Entertainment. S'ha doblat al català per al canal SX3.
La sèrie és protagonitzada per Felicity, una gateta màgica animada que té una part de gat, una d'arc iris, una de papallona i una altra d'unicorn, que viu aventures amb els seus amics a la ciutat de Mitelàndia. Als Estats Units, Nickelodeon va adquirir els drets d'emissió de la primera temporada de Funrise Toys.

## Episodis
| Núm. | Títol                                            | Guió                                                                             | Guió il·lustrat                            | Data d'emissió original                                        | Data d'estrena en català (SX3) |
| --- | ------------------------------------------------ | -------------------------------------------------------------------------------- | ------------------------------------------ | -------------------------------------------------------------- | ------------------------------ |
| 1.1 | «La festa purrfecta»                             | Història: Rich Magallanes Teleplay: Mark Palmer, Ray DeLaurentis i Will Schifrin | Raven Molisee i Kat Dela Cruz              | 27 de gener de 2019 (preestrena) 28 de gener de 2019 (estrena) | 22 de març de 2024             |
| La Felicity se sent molt insegura a l'hora de fer servir els seus poders i, tot i que el seu amic Miguel li fa uns ninots perquè hi practiqui, la gateta no té clar que es mereixi assistir a la festa que celebren al Palau del Perfecte, on estan convidats tots els habitants de Mitelàndia que tenen poders. |                                                  |                                                                                  |                                            |                                                                |                                |
| 1.2 | «L'aprenent d'Anubis»                            | Ray DeLaurentis i Will Schifrin                                                  | Raven Molisee i Kat Dela Cruz              | 27 de gener de 2019 (preestrena) 28 de gener de 2019 (estrena) | 22 de març de 2024             |
| El Miguel aconsegueix entrar a l'inframon dels egipcis, on haurà de passar unes proves molt exigents per convertir-se en governant Anubis. La Felicity vol ajudar sigui com sigui el seu amic a fer realitat aquest somni, però acaba fent més nosa que servei.                                                  |                                                  |                                                                                  |                                            |                                                                |                                |
| 2.1 | «Gatlantic City»                                 | Ray DeLaurentis i Will Schifrin                                                  | Bob Baxter i Garrett O' Donoghue           | 29 de gener de 2019                                            | 22 de març de 2024             |
| La Felicity veu per la tele un anunci de Gatlantic City, un paradís pels gats, i convenç el Miguel perquè l'hi acompanyi disfressat de gat. Els dos amics descobreixen que l'origen de l'odi als gossos que tenen a Gatlantic City és un conflicte amb el regne de Nova Gossilàndia.                             |                                                  |                                                                                  |                                            |                                                                |                                |
| 2.2 | «El gat horripilant»                             | Ray DeLaurentis i Will Schifrin                                                  | Bob Baxter i Garrett O' Donoghue           | 29 de gener de 2019                                            | 25 de març de 2024             |
| La Felicity, el Miguel, la Yana i l'Athena reben un val per menjar un cupcake de franc. Per anar a la botiga on els serveixen, però, hauran de passar pel Bosc de les Fòbies, que es diu així perquè el menjar que hi ha provoca unes fòbies terrorífiques.                                                      |                                                  |                                                                                  |                                            |                                                                |                                |
| 3.1 | «El talent és cosa de dos»                       | Ray DeLaurentis i Will Schifrin                                                  | Raven Molisee i Bob Baxter                 | 30 de gener de 2019                                            | 26 de març de 2024             |
| A Mitelàndia organitzen un gran concurs de talents. La Felicity està molt nerviosa perquè creu que al número que presentarà li falta alguna cosa, i el Miguel està completament bloquejat i no li surt cap cançó nova per al concurs.                                                                            |                                                  |                                                                                  |                                            |                                                                |                                |
| 3.2 | «El calderó»                                     | Andrew Zuber                                                                     | Raven Molisee i Bob Baxter                 | 30 de gener de 2019                                            | 27 de març de 2024             |
| La Felicity coneix un follet que assegura que és el guardià del calderó de monedes d'or que hi ha al peu d'un arc iris que ella ha creat. Quan la gateta li diu que allà no hi ha cap calderó, el follet entra en una gran crisi existencial.                                                                    |                                                  |                                                                                  |                                            |                                                                |                                |
| 4.1 | «La ieti dorment»                                | Ray DeLaurentis i Will Schifrin                                                  | Larry Hall i James Bourne                  | 31 de gener de 2019                                            | 25 de març de 2024             |
| La Yana mossega la poma emmetzinada d'una bruixa i cau profundament adormida. La Felicity i el Miguel descobreixen que l'única manera de despertar-la és aconseguint que un príncep ieti guapo li regali la seva gofrera d'or.                                                                                   |                                                  |                                                                                  |                                            |                                                                |                                |
| 4.2 | «El cranc de la son»                             | Ray DeLaurentis i Will Schifrin                                                  | Larry Hall i James Bourne                  | 31 de gener de 2019                                            | 26 de març de 2024             |
| La Felicity ha organitzat una festa, però els convidats s'estan avorrint. I tot just quan tothom es comença a animar, arriba el cranc de la son, l'encarregat de fer que tots els habitants de Mitelàndia se'n vagin a dormir.                                                                                   |                                                  |                                                                                  |                                            |                                                                |                                |
| 5.1 | «El monstre del llac Gens Net»                   | Greg Grabianski                                                                  | Garrett O' Donoghue i Kat Dela Cruz        | 1 de febrer de 2019                                            | 27 de març de 2024             |
| El Miguel té una casa tan i tan bruta que se l'hi instal·la un convidat no desitjat: un monstre que viu entre la brutícia. La Felicity convida el seu amic a dormir a casa seva mentre arriba l'exterminador, però en poques hores el Miquel ho deixa tot fet un desastre.                                       |                                                  |                                                                                  |                                            |                                                                |                                |
| 5.2 | «La poderosa Meu i el Superlluita»               | Ray DeLaurentis i Will Schifrin                                                  | Garrett O' Donoghue i Kat Dela Cruz        | 1 de febrer de 2019                                            | 28 de març de 2024             |
| La Felicity i el Miguel es disfressen de superherois per combatre el crim a Mitelàndia. S'ho passen tan bé que decideixen renunciar a la seva identitat real. Però l'Athena i la Yana estan molt amoïnades perquè no tenen notícies d'ells.                                                                      |                                                  |                                                                                  |                                            |                                                                |                                |
| 6 | «Cupido arc iris papallona unicorn»              | Gene Grillo                                                                      | Raven Molisee i Bob Baxter                 | 10 de febrer de 2019                                           | 4 d'abril de 2024              |
| Una notícia terrible sacseja tot Mitelàndia: la propietària de Gelats Mítics, la Moona, ha decidit tancar l'establiment perquè s'ha desenamorat de fer gelats. Per sort, la Felicity té un pla per capgirar la situació. Només necessita una de les fletxes de Cupido.                                           |                                                  |                                                                                  |                                            |                                                                |                                |
| 7 | «El monstre d'ulls verds»                        | Lissa Kapstrom                                                                   | Raven Molisee i Bob Baxter                 | 10 de febrer de 2019                                           | 2 d'abril de 2024              |
| La Felicity i el Miguel celebren l'aniversari de la seva amistat amb una excursió i el Miguel hi convida una nova amiga: una petita esquirol molt tímida. De seguida, però, la Felicity comença a sospitar que l'animaló no és tan inofensiu com sembla.                                                         |                                                  |                                                                                  |                                            |                                                                |                                |
| 8.1 | «Allò que la vareta s'endugué»                   | Ray DeLaurentis i Will Schifrin                                                  | Larry Hall i James Bourne                  | 17 de febrer de 2019                                           | 28 de març de 2024             |
| El Magnífic Max es deixa la vareta màgica a la gelateria, i la Felicity i els seus amics l'hi van a portar al castell. Pel camí, però, no poden resistir la temptació d'anar demanant desitjos a la vareta fins al punt de deixar-la sense poder.                                                                |                                                  |                                                                                  |                                            |                                                                |                                |
| 8.2 | «La font de l'excés de joventut»                 | David Grubstick                                                                  | Larry Hall i James Bourne                  | 17 de febrer de 2019                                           | 1 d'abril de 2024              |
| El Miguel vol tornar a ser petit per continuar menjant el seu gelat favorit, que ara només surt al menú infantil de la gelateria. Per aconseguir-ho, va amb la Felicity a la Font de la Joventut de Mitelàndia. Però el resultat de banyar-s'hi no és el que esperava cap dels dos.                              |                                                  |                                                                                  |                                            |                                                                |                                |
| 9 | «Ningú és purrfecte»                             | David Grubstick                                                                  | Raven Molisee i Bob Baxter                 | 23 de febrer de 2019                                           | 3 d'abril de 2024              |
| La Felicity està obsessionada amb convertir-se en una gateta perfecta. Però, com més ho intenta, més malament li surt tot i més sapastre se sent, fins al punt que els poders li comencen a fallar. Els seus amics, amoïnats, ideen un pla per animar-la.                                                        |                                                  |                                                                                  |                                            |                                                                |                                |
| 10 | «Els muntanyencs mítics»                         | Gene Grillo                                                                      | Raven Molisee i Bob Baxter                 | 23 de febrer de 2019                                           | 3 d'abril de 2024              |
| La Felicity, el Miguel, la Yana i l'Athena van al campament dels Muntanyencs Mítics. L'objectiu principal de la Felicity és guanyar moltes ensenyes al mèrit com la seva tieta Gladys. Però les normes estrictes dels muntanyencs no l'hi posaran gens fàcil.                                                    |                                                  |                                                                                  |                                            |                                                                |                                |
| 11.1 | «Snack-atac»                                     | Grant Levy i Dominik Rothbard                                                    | Sense anunciar                             | 2 de març de 2019                                              | 1 d'abril de 2024              |
| La Felicity nota que els seus tastets de tonyina favorits tenen ara un gust horrible. Aprofitant que ha guanyat una visita guiada a la fàbrica dels tastets, ella i el Miguel miraran de descobrir quin és el motiu d'aquest canvi a pitjor.                                                                     |                                                  |                                                                                  |                                            |                                                                |                                |
| 11.2 | «El borinot del revés»                           | Dani Michaeli                                                                    | Sense anunciar                             | 2 de març de 2019                                              | 2 d'abril de 2024              |
| A l'Athena i el Miguel els ha picat un borinot que fa que ara parlin al revés. Si no volen que els efectes siguin permanents, hauran d'aconseguir que el borinot els torni a picar abans de dues hores, però ha fugit a Revèrsia, on tot passa al revés.                                                         |                                                  |                                                                                  |                                            |                                                                |                                |
| 12.1 | «El rescat del príncep Denzel»                   | Ray DeLaurentis i Will Schifrin                                                  | Sense anunciar                             | 9 de març de 2019                                              | 4 d'abril de 2024              |
| La Felicity i el Miguel troben els missatges d'un príncep que els demana que el vagin a rescatar de la torre del castell on està tancat. El príncep no recorda com ni qui l'ha empresonat i té un comportament força curiós.                                                                                     |                                                  |                                                                                  |                                            |                                                                |                                |
| 12.2 | «El Malotaure»                                   | Greg Grabianski                                                                  | Sense anunciar                             | 9 de març de 2019                                              | 5 d'abril de 2024              |
| La Felicity perd la seva joguina favorita, el senyor Belluguet, dins del laberint d'un temible minotaure. La gateta demana ajuda als seus amics per entrar-hi a recuperar la joguina, però el minotaure no els ho posarà gens fàcil.                                                                             |                                                  |                                                                                  |                                            |                                                                |                                |
| 13.1 | «El palau dels sensepoder»                       | David Grubstick                                                                  | Sense anunciar                             | 16 de març de 2019                                             | 5 d'abril de 2024              |
| La Felicity i el Miguel assistiran a una festa de disfresses al Palau del Perfecte. El que no saben és que també hi anirà el Kraken Timmy, que ha convençut el Rudy perquè l'hi coli i així robarà els poders a tots els convidats.                                                                              |                                                  |                                                                                  |                                            |                                                                |                                |
| 13.2 | «My fair Yeti»                                   | Gene Grillo                                                                      | Sense anunciar                             | 16 de març de 2019                                             | 8 d'abril de 2024              |
| La Felicity, el Miguel i la Yana estan convidats a prendre el te a la mansió d'una dama molt rica. La Yana té por que se'n riguin d'ella perquè no és gens fina, però la Felicity li fa un curset accelerat d'etiqueta per a l'esdeveniment.                                                                     |                                                  |                                                                                  |                                            |                                                                |                                |
| 14.1 | «El Sengloracle»                                 | Lissa Kapstrom                                                                   | Raven Molisee i Bob Bakter                 | 31 de març de 2019                                             | 8 d'abril de 2024              |
| Un senglar que endevina el futur li fa un parell de prediccions encertades al Miguel. En realitat, tot és una estratègia per enganyar-lo i prendre-li el bàcul-guitarra. Per recuperar l'instrument, el Miguel l'haurà de guanyar en un duel musical.                                                            |                                                  |                                                                                  |                                            |                                                                |                                |
| 14.2 | «La capsa sorpresa»                              | Ray DeLaurentis i Will Schifrin                                                  | Raven Molisee i Bob Bakter                 | 31 de març de 2019                                             | 9 d'abril de 2024              |
| La Felicity penja a internet un vídeo obrint un paquet. Es fa tan viral que comença a rebre paquets gratis d'empreses que volen vídeos de promoció. El Rudy, mort d'enveja, li envia la temible capsa de Pandora perquè l'obri.                                                                                  |                                                  |                                                                                  |                                            |                                                                |                                |
| 15.1 | «Un nen gran»                                    | Jordan Gershowitz                                                                | Paul Villeco i Kat Dela Cruz               | 7 d'abril de 2019                                              | 9 d'abril de 2024              |
| La Felicity i el Miguel estan molt contents perquè tenen la seva primera feina de cangurs i volen fer-ho molt bé per aconseguir una bona ressenya. El que no s'imaginen és que el nen que han de cuidar és el fill d'uns gegants.                                                                                |                                                  |                                                                                  |                                            |                                                                |                                |
| 15.2 | «Els Macarons Mítics»                            | John N. Huss                                                                     | Paul Villeco i Kat Dela Cruz               | 7 d'abril de 2019                                              | 10 d'abril de 2024             |
| El Pollastre Orgànic vol recollir diners amb la venda d'unes galetes per mirar d'evitar el tancament d'un parc. El problema és que són unes galetes molt dolentes i ningú en vol comprar, per molt que s'hi esforcin la Felicity i els seus amics.                                                               |                                                  |                                                                                  |                                            |                                                                |                                |
| 16.1 | «Els remordiments del Rudy»                      | David Grubstick                                                                  | Sense anunciar                             | 14 d'abril de 2019                                             | 15 d'abril de 2024             |
| El conillet de Pasqua està a punt de repartir les cistelles d'ous i llaminadures, però el Timmy convenç el Rudy perquè les robi totes. El pla consisteix a tornar-les després i fer creure a tothom que el Rudy és un gran heroi.                                                                                |                                                  |                                                                                  |                                            |                                                                |                                |
| 16.2 | «Units per l'amistat»                            | Jordan Gershowitz                                                                | Sense anunciar                             | 14 d'abril de 2019                                             | 16 d'abril de 2024             |
| La Felicity i el Miguel van a la fira i es compren uns braçalets de l'amistat. Però resulta que són màgics i, quan se'ls posen, queden tots dos units pel canell. Per desfer l'encanteri hauran de demostrar que són grans amics abans de la posta de sol.                                                       |                                                  |                                                                                  |                                            |                                                                |                                |
| 17.1 | «El retorn de la Poderosa Meu i el Superlluita»  | David Grubstick                                                                  | Larry Hall i James Bourne                  | 28 d'abril de 2019                                             | 10 d'abril de 2024             |
| La Felicity fa sortir la seva doble malvada de dins de la llegendària Roca del Mirall i causa estralls per tot Mitelàndia. L'única manera que se'ls acut a ella i al Miguel d'aturar la doble és transformar-se en la Poderosa Meu i el Superlluita.                                                             |                                                  |                                                                                  |                                            |                                                                |                                |
| 17.2 | «Rondelstiltskin»                                | Lissa Kapstrom                                                                   | Larry Hall i James Bourne                  | 28 d'abril de 2019                                             | 11 d'abril de 2024             |
| La Felicity està entusiasmada perquè oferirà una gran festa al Palau del Perfecte per celebrar el seu pas de gateta a gata. Però l'arribada a Mitelàndia d'un follet rondinaire que posa a tothom de mal humor li pot esguerrar els plans.                                                                       |                                                  |                                                                                  |                                            |                                                                |                                |
| 18 | «El trasbals amb el Travis»                      | John N. Huss                                                                     | Sense anunciar                             | 21 de juny de 2019                                             | 11 d'abril de 2024             |
| La Felicity compra una llàntia als encants i resulta que té una geni a dins. El problema és que no li pot concedir els tres desitjos que li corresponen perquè l'última persona que la va fer sortir de la llàntia només n'hi va demanar dos.                                                                    |                                                  |                                                                                  |                                            |                                                                |                                |
| 19 | «Amb dents i ungles»                             | Ray DeLaurentis i Will Schifrin                                                  | Sense anunciar                             | 28 de juny de 2019                                             | 12 d'abril de 2024             |
| A la Felicity està a punt de caure-li una dent i té por que li faci mal. El Miguel l'anima dient-li que la posarà sota el coixí i la fada dents de sabre li deixarà monedes d'or. Però vet aquí que hi ha un lladre que està robant les monedes a tothom.                                                        |                                                  |                                                                                  |                                            |                                                                |                                |
| 20 | «El buguiman»                                    | Ray DeLaurentis i Will Schifrin                                                  | Paul Villeco i Kat Dela cruz               | 5 de juliol de 2019                                            | 12 d'abril de 2024             |
| Falta poc perquè la Felicity participi a la final del Concurs de Ball de Mitelàndia, però està molt nerviosa i no pot dormir com cal. A més, en somnis se li apareix un ésser misteriós que la ridiculitza dalt de l'escenari en plena actuació.                                                                 |                                                  |                                                                                  |                                            |                                                                |                                |
| 21 | «El monstre de la sopa»                          | Jordan Gershowitz                                                                | Paul Villeco i Kat Dela cruz               | 19 de juliol de 2019                                           | 15 d'abril de 2024             |
| El Miguel participa al Concurs de Sopes de Mitelàndia i està ben decidit a guanyar-lo. La Felicity el vol ajudar a endur-se el gran premi i li busca un ingredient molt especial: unes mongetes màgiques que tenen, però, un greu efecte secundari.                                                              |                                                  |                                                                                  |                                            |                                                                |                                |
| 22 | «El cluquet»                                     | Ray DeLaurentis i Will Schifrin                                                  | Sense anunciar                             | 26 de juliol de 2019                                           | 16 d'abril de 2024             |
| La Felicity rep a casa la seva primera mascota pensant que tot seran flors i violes, però l'animaló li revoluciona la vida i li destrossa la casa. La situació es complica tant que decideix tornar-lo a la botiga on l'ha comprat.                                                                              |                                                  |                                                                                  |                                            |                                                                |                                |
| 23 | «El concuuurs»                                   | Lissa Kapstrom                                                                   | Sense anunciar                             | 2 d'agost de 2019                                              | 17 d'abril de 2024             |
| La Moona organitza un concurs de preguntes i respostes al Gelats Mítics. Qui té més possibilitats de guanyar és l'Athena, però quan falla la pregunta que li fa el Timmy per posar-la a prova, s'enfonsa anímicament i es tanca a casa a estudiar.                                                               |                                                  |                                                                                  |                                            |                                                                |                                |
| 24 | «El canvi»                                       | Ray DeLaurentis i Will Schifrin                                                  | Ben McSweeney i Kat Dela Cruz              | 9 d'agost de 2019                                              | 17 d'abril de 2024             |
| La Felicity té una crisi existencial perquè no sap qui és en realitat. El mateix dia, ella i el Miguel han d'anar a fer de cangurs de la filla d'uns metamòrfics, i resulta que la nena té els mateixos dilemes que la Felicity.                                                                                 |                                                  |                                                                                  |                                            |                                                                |                                |
| 25 | «El pet van tuf»                                 | Lissa Kapstrom                                                                   | Ben McSweeney i Kat Dela Cruz              | 16 d'agost de 2019                                             | 18 d'abril de 2024             |
| La Felicity té un gest d'amabilitat amb un follet que fa una pudor horrible i, segons dicta un costum seu, ara s'ha de quedar per sempre amb ella. Però el tuf és insuportable, i ella i el Miguel ideen un pla perquè el follet faci bona olor.                                                                 |                                                  |                                                                                  |                                            |                                                                |                                |
| 26 | «Excalibert»                                     | Ray DeLaurentis i Will Schifrin                                                  | Sense anunciar                             | 23 d'agost de 2019                                             | 18 d'abril de 2024             |
| La Felicity aconsegueix treure una llegendària espasa clavada en una roca. L'espasa es posa al seu servei, la nomena reina i li regala un castell amb servents. La pega és que vol obligar la gateta a entrar en guerra contra qui sigui.                                                                        |                                                  |                                                                                  |                                            |                                                                |                                |
| 27 | «El gat, el gos i la rata»                       | Kris Marvin Hughes                                                               | Sense anunciar                             | 30 d'agost de 2019                                             | 19 d'abril de 2024             |
| El Rudy convoca la Poderosa Meu i el Superlluita amb l'excusa d'una emergència, però el que vol en realitat és ser l'ajudant dels dos superherois. La Felicity i el Miguel acaben cedint, però han de procurar que el Rudy no els descobreixi.                                                                   |                                                  |                                                                                  |                                            |                                                                |                                |
| 28 | «Posem-hi fideuets»                              | Ray DeLaurentis i Will Schifrin                                                  | Raven Molisee, Bob Baxter i Justin Wallace | 8 de setembre de 2019                                          | 19 d'abril de 2024             |
| La Moona està disgustada perquè no pot anar a una trobada d'exalumnes perquè ha de treballar a la gelateria. La Felicity i el Miguel s'ofereixen a substituir-la i, per poder fer uns gelats espectaculars, demanen ajuda a una fada molt especial.                                                              |                                                  |                                                                                  |                                            |                                                                |                                |
| 29 | «Qüestió d'ortografia»                           | Jordan Gershowitz                                                                | Raven Molisee, Bob Baxter i Justin Wallace | 15 de setembre de 2019                                         | 22 d'abril de 2024             |
| A la Felicity li regalen un boli màgic i tot allò que escriu es fa realitat. La gateta i els seus amics s'ho passen molt bé demanant coses al bolígraf, però quan escriu la Yana tot es complica per culpa de les faltes d'ortografia que fa.                                                                    |                                                  |                                                                                  |                                            |                                                                |                                |
| 30 | «La galeta intel·ligent»                         | Ray DeLaurentis i Will Schifrin                                                  | Sense anunciar                             | 22 de setembre de 2019                                         | 22 d'abril de 2024             |
| La Yana està moixa perquè creu que no té cap característica que la faci especial, com els seus amics. Però un pastisser li fa tastar una galeta màgica que li dona una gran intel·ligència i es converteix en una crac en tot allò que fa.                                                                       |                                                  |                                                                                  |                                            |                                                                |                                |
| 31 | «Aparèixer i desaparèixer»                       | Lissa Kapstorm                                                                   | Sense anunciar                             | 13 d'octubre de 2019                                           | 23 d'abril de 2024             |
| El mag Maxwell li ensenya al Miguel un acord amb què pot desaparèixer i reaparèixer a voluntat. Però se li trenca una corda de la guitarra, queda atrapat al lloc on van a parar tots els objectes perduts i la Felicity l'ha d'anar a rescatar.                                                                 |                                                  |                                                                                  |                                            |                                                                |                                |
| 32 | «L'hipopòtam borinot magnètic que canta karaoke» | David Grubstick                                                                  | Tom Galvin i James Bourne                  | 20 d'octubre de 2019                                           | 23 d'abril de 2024             |
| La Felicity i el Miguel coneixen un hipopòtam-borinot que es vol desempallegar dels seus poders màgics perquè, segons ell, són inútils i només li porten problemes. Però la Felicity el vol convèncer que són uns poders meravellosos i especials.                                                               |                                                  |                                                                                  |                                            |                                                                |                                |
| 33 | «Temps mort»                                     | Ray DeLaurentis i Will Schifrin                                                  | Tom Galvin i James Bourne                  | 3 de novembre de 2019                                          | 24 d'abril de 2024             |
| La Felicity ha d'anar a fer-se la revisió al veterinari, però està morta de por. Per escapolir-se'n li demana al Pare Temps el seu rellotge, amb el qual pot parar el temps o retrocedir al passat. Però quan ella i els seus amics van a la prehistòria, tot es complica.                                       |                                                  |                                                                                  |                                            |                                                                |                                |
| 34 | «La fama»                                        | Kris Marvin Hughes                                                               | Sense anunciar                             | 10 de novembre de 2019                                         | 24 d'abril de 2024             |
| El Miguel es fa famosíssim entre la comunitat de rates gràcies a una cançó que li va ensenyar un amic flautista. Però és tanta la fama que agafa, que es distancia completament de la Felicity i la gateta ja no sap què fer perquè tot torni a la normalitat.                                                   |                                                  |                                                                                  |                                            |                                                                |                                |
| 35 | «La Yana s'encongeix»                            | Lissa Kapstorm                                                                   | Sense anunciar                             | 17 de novembre de 2019                                         | 25 d'abril de 2024             |
| Un pintor desconegut li regala a la Yana un retrat d'ella. L'endemà, la ieti comença a encongir-se misteriosament. La Felicity dedueix que el quadre té alguna cosa a veure amb el problema de la seva amiga i, amb l'Athena i el Miguel, van a parlar amb l'artista.                                            |                                                  |                                                                                  |                                            |                                                                |                                |
| 36.1 | «El petit monstre»                               | Ray DeLaurentis i Will Schifrin                                                  | Sense anunciar                             | 24 de novembre de 2019                                         | 25 d'abril de 2024             |
| A la Felicity i el Miguel només els falta aconseguir una altra ressenya de cinc estrelles com a cangurs per guanyar un fantàstic val de compra. L'oportunitat se'ls presenta quan el Timmy els demana que facin de cangur a un nebot seu, el petit kraken Kenny.                                                 |                                                  |                                                                                  |                                            |                                                                |                                |
| 36.2 | «La gran gimcana mítica»                         | Rich Magallanes                                                                  | Sense anunciar                             | 24 de novembre de 2019                                         | 26 d'abril de 2024             |
| Tot Mitelàndia participa en una gran gimcana. El guanyador aconseguirà un superpoder extraordinari i podrà governar el país durant un dia. La Felicity i el Miguel formen equip i s'enfronten al kraken Timmy, que vol el superpoder per sotmetre Mitelàndia i els seus habitants.                               |                                                  |                                                                                  |                                            |                                                                |                                |
| 37 | «Bon Mitnadal»                                   | Ray DeLaurentis, Lissa Kapstrom i Will Schifrin                                  | Sense anunciar                             | 1 de desembre de 2019                                          | 23 de desembre de 2023         |
| El Pare Osset no podrà repartir els regals de Mitnadal perquè li toca fer la hibernació, però tria un habitant de Mitelàndia perquè el substitueixi: la Felicity, que rep el nomenament amb alegria, però també amb nervis perquè és una gran responsabilitat.                                                   |                                                  |                                                                                  |                                            |                                                                |                                |